# مهدی ربانی
مهدی ربانی (۱۳۴۱ – ۲۳ خرداد ۱۴۰۴) سرتیپ سپاه پاسداران انقلاب اسلامی بود که از سال ۱۳۹۵ تا زمان کشته شدنش به‌عنوان معاون عملیات ستاد کل نیروهای مسلح فعالیت می‌کرد.
وی فعالیت نظامی را در خلال جنگ ایران و عراق در سپاه پاسداران آغاز کرد. ربانی از اواسط دهه ۱۳۷۰ تا سال ۱۳۸۰ فرمانده قرارگاه نجف اشرف بود، از ۱۳۸۰ تا ۱۳۸۳ به‌عنوان فرمانده قرارگاه ثامن‌الائمه فعالیت می‌کرد و با حفظ سمت فرمانده لشکر ۵ نصر، همچنین ارشد سپاه پاسداران در استان خراسان بود.
وی در فاصله سال‌های ۱۳۸۴ تا ۱۳۹۱ به‌عنوان جانشین قرارگاه ثارالله فعالیت می‌کرد، از ۱۳۹۰ تا ۱۳۹۵ معاونت عملیات سپاه پاسداران را برعهده داشت و از شهریور ۱۳۹۵ تا خرداد ۱۴۰۴ معاون عملیات رئیس ستاد کل نیروهای مسلح بود.

## ترور
مهدی ربانی یکی از افرادی بود که در جریان حملات ۱۴۰۴ اسرائیل به ایران مورد هدف قرار گرفت و ترور شد.

## یادداشت
1. ↑  پس از ترور، به سرلشکر پاسدار ترفیع داده‌شد.